# Den Hideo
Den Hideo (japanisch 田 英夫; geboren 9. Juni 1923 in Tokio; gestorben 13. November 2009) war ein japanischer Journalist und Politiker.

## Leben und Werk
Den Hideo war der Enkel des Gouverneurs von Taiwan, des Barons Den Kenjirō (1855–1930). Gleich nach Beginn des Studiums an der Universität Tokio wurde er zum Militär eingezogen. 1947 machte er seinen Abschluss im Fach Wirtschaftswissenschaften an seiner Alma Mater und nahm eine Stelle bei der Nachrichtenagentur Kyōdō Tsūshinsha an. 1962 wechselte er, inzwischen Leiter der Kulturabteilung, zum Fernsehunternehmen TBS, wo er eine Stelle als Leiter des Nachrichtenprogramms übernahm.
1967 war Den der erste, der auf westlicher Seine nach Nordvietnam reiste, um Nachrichtenmaterial zu sammeln. Es heißt, dass hochrangige Beamte der japanischen Regierung und der Liberaldemokratischen Partei, die die Berichterstattungshaltung als antiamerikanisch betrachteten, die TBS-Führung unter Druck setzten, Den zu entlassen. Er trat 1968 als Leiter der Nachrichtenabteilung zurück und verließ TBS im Jahr darauf.
1971 kandidierte Den als Vertreter der Sozialistischen Partei Japans für die Oberhauswahlen, gewann mit 1,92 Millionen Stimmen die Spitzenposition. Danach war er für insgesamt sechs Amtszeiten Mitglied des Oberhauses, bis er 2007 seine Arbeit als Mitglied des Parlaments beendete. Danach wechselte er zur „Sozialdemokratischen Union“ (社会民主連合, Shakai-minshu rengo), zu den „Neuen Verfassungsliberalen“ (新党護憲リベラル, Shintō goken riberaru), zu den „Bürgern für Frieden“  (平和市民, Heiwa shimin), zur „Sozialdemokratischen Partei“ und schließlich zur (社会民主党, Shakai-minshu tō).
Obwohl Den die politische Position der Antikriegslinken vertrat, wies er auch auf ungute Aspekte hin, über die die Zeit hinweggegangen ist. Dazu gehört die Unterzeichnung eines Antrags auf Freilassung koreanischer politischer Gefangener in Japan im Jahr 1989, einschließlich eines Verdächtigen, der an der „Entführung von Japanern durch Nordkorea“ (北朝鮮による日本人拉致問題, Kita-Chōsen ni yoru Nihonjin ratchi mondai) beteiligt war, wie in späteren Jahren klar wurde, und der Unterstützung für die von Pol Pot geführten Roten Khmer.